# Staustrahltriebwerk

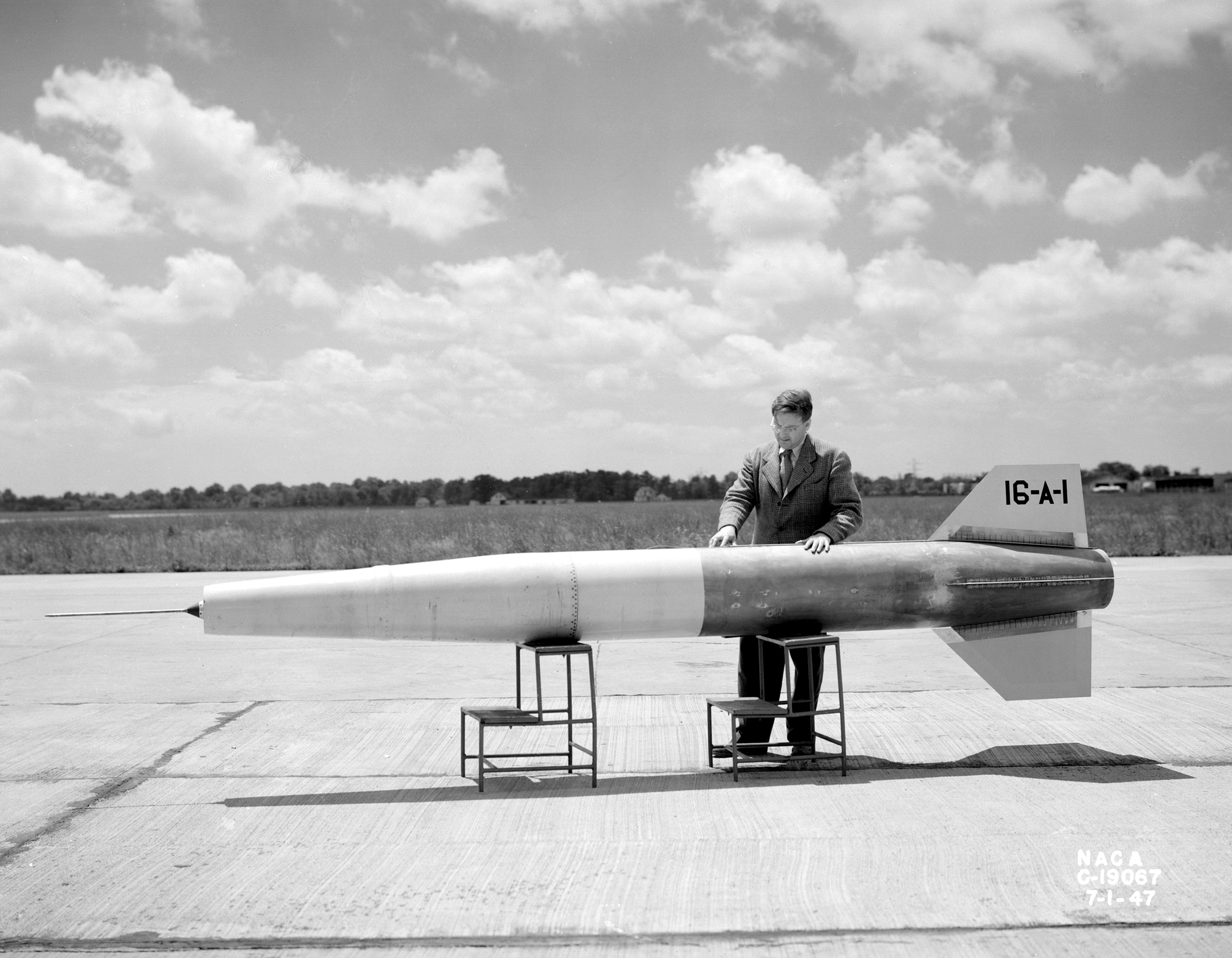
Von einem Staustrahltriebwerk angetriebener Flugkörper des NACA

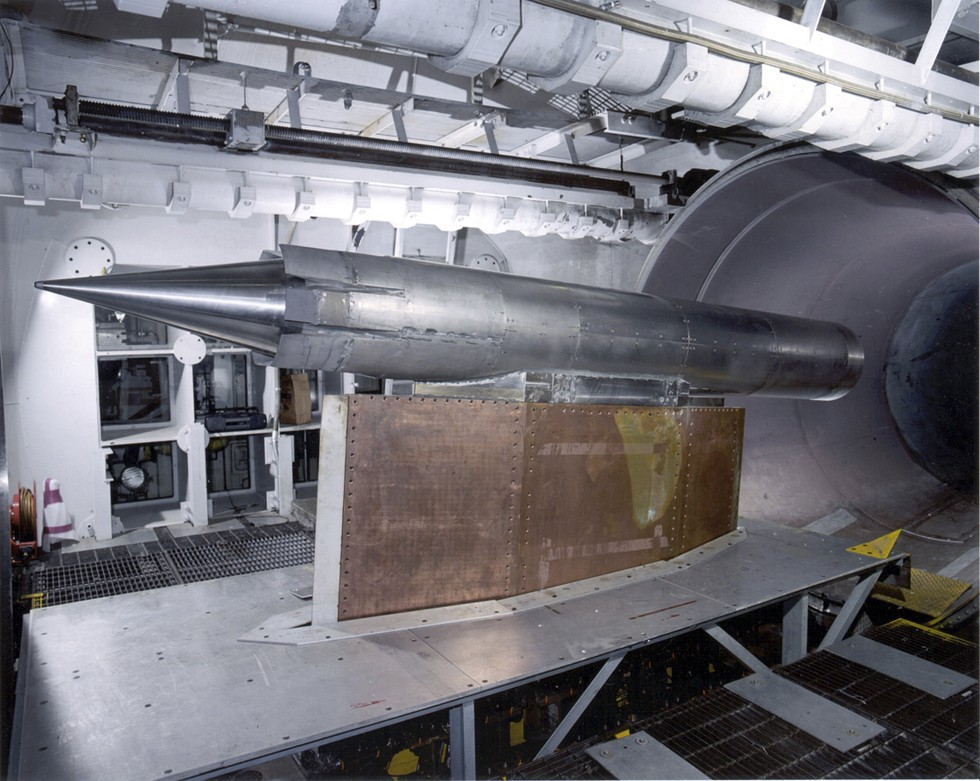
Triebwerkstests in den USA, 2002

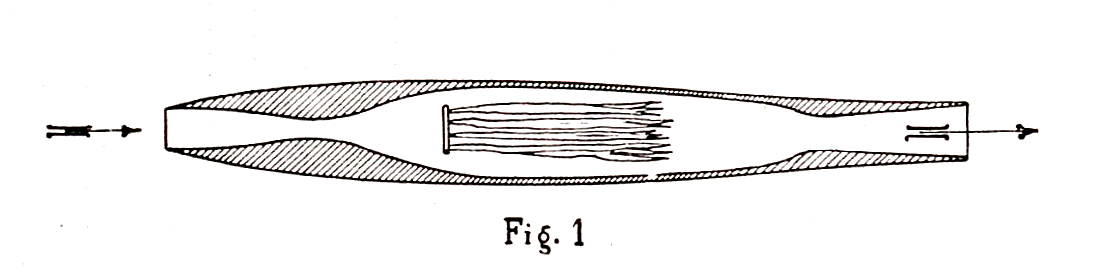
1913, Zeichnung von René Lorin zum Prinzip eines Staustrahltriebwerkes

Ein Staustrahltriebwerk (engl. Ramjet, als Ausführung mit Überschallverbrennung Scramjet) ist ein luftatmendes Strahltriebwerk, bei dem die Kompression der dem Verbrennungsraum zugeführten Luft nicht durch bewegliche Teile wie Turboverdichter erfolgt, sondern allein durch das Verzögern der Strömungsgeschwindigkeit des Gases selbst in einem Einlauf.
Staustrahltriebwerke können daher keinen Standschub erzeugen und funktionieren erst ab einer Mindestgeschwindigkeit; teilweise erst bei Überschallgeschwindigkeit. Zum Start und Erreichen der Marschgeschwindigkeit werden häufig abwerfbare Hilfsraketen (Booster) verwendet.
Mitunter wird auch das Pulsstrahltriebwerk, das etwa in der V1 eingesetzt wurde, als Staustrahltriebwerk bezeichnet. Bauweise und Funktion weichen jedoch deutlich ab: Das Pulstriebwerk nutzt keine Kompression, arbeitet auch im Stand und zudem intermittierend.
Staustrahltriebwerke wurden bereits Anfang des 20. Jahrhunderts von René Lorin beschrieben, sind aber weiterhin selten und wurden bisher vor allem bei Flugabwehrraketen wie der sowjetischen 2K11 Krug und 2K12 Kub, der britischen Bloodhound und der US-amerikanischen Bomarc, der Luft-Luft-Rakete MBDA Meteor oder dem Marschflugkörper Navaho praktisch eingesetzt. Weiter verfügen die russischen Seezielflugkörper P-800 Oniks und P-80/270 Moskit über solche Antriebe.

## Grundlage
Das Funktionsprinzip und der grundsätzliche mechanische Aufbau dieser Triebwerke ist verglichen mit Gasturbinen-basierten Antrieben sehr einfach. Wie auch Turboluftstrahltriebwerke können Staustrahlantriebe thermodynamisch mit dem Joule-Prozess beschrieben werden. Die Beherrschung der Aerodynamik bei den Operationsgeschwindigkeiten (bis zur zehnfachen Schallgeschwindigkeit) ist jedoch anspruchsvoll.
Grundsätzlich gewinnt ein Strahltriebwerk seinen Schub durch die Verbrennung von Treibstoff. Für eine effektive Verbrennung ist aber eine Verdichtung der zugeführten Luft notwendig. Bei Fluggeschwindigkeiten im Unterschallbereich wird heutzutage meist ein Turbofan-Triebwerk benutzt, das einen mehrstufigen Axialverdichter verwendet. Bei höheren Fluggeschwindigkeiten ergibt sich durch die Stauwirkung des Triebwerks jedoch eine konkurrierende Druckerhöhung, wodurch der Anteil des Axialverdichters an der Druckentwicklung abnimmt. Bei Mach 1 sind es jeweils ca. 50 %, bis Mach 3 sinkt der Anteil auf ca. 0 % ab. Bei mehrfacher Schallgeschwindigkeit nimmt somit der Wirkungsgrad konventioneller Gasturbinen-Strahltriebwerke ab, während andererseits der Staudruck bereits zu einer ausreichenden Luftkompression führt.
Auf diesem Prinzip beruhen Staustrahltriebwerke, die jedoch nicht im Stand oder bei sehr niedrigen Geschwindigkeiten arbeiten, da dann mangels Staudruck keine Kompression erfolgt. Zum Erreichen ihrer Operationsgeschwindigkeit müssen sie daher stets durch ein Hilfstriebwerk oder andere Mittel beschleunigt werden. Ihr optimales Leistungsspektrum beginnt meistens dort, wo auf Gasturbinen basierende Strahltriebwerke ihr Optimum verlassen.
Zu den Vorteilen gegenüber Turbofan-Triebwerken gehören das niedrige Gewicht, die Verschleißarmut und die Fähigkeit, unterschiedliche Brennstoffe zu verwenden. Gegenüber Raketentriebwerken besteht der Vorteil im kleineren Gewicht des Gesamtsystems, da der Oxidator nicht als Treibstoff mitgeführt werden muss, sondern der Luftsauerstoff genutzt wird.

## Funktion

Querschnitt: Links wird die Luft hineingedrückt, in der Mitte der Treibstoff zugeführt und rechts der Schub erzeugt

Das Staustrahltriebwerk besteht im Wesentlichen aus einer Röhre, die an der Eintrittsöffnung als Diffusor ausgebildet ist. Die Einlaufgeometrie ist so geformt, dass sich ein an die Flugmachzahl angepasstes System aus schrägen Verdichtungsstößen ausbildet. Der letzte Stoß im Ramjeteinlauf ist ein senkrechter Verdichtungsstoß, welcher die Strömung auf Unterschallgeschwindigkeit abbremst. Durch das Stoßsystem erfolgt eine Druckerhöhung. Ein guter Einlauf zeichnet sich dabei durch einen möglichst geringen Totaldruckverlust aus.
Die daraus gebildete Unterschallströmung wird in eine Brennkammer mit Flammhaltern geführt, die vom Aufbau im Wesentlichen dem Nachbrenner eines Strahltriebwerks gleicht. Dort erfolgt die Energiezufuhr durch Verbrennung von Treibstoff. Anschließend wird die Strömung in einer konvergent-divergenten Düse auf Überschallgeschwindigkeit beschleunigt.
Die notwendige Kompression für eine effektive Verbrennung ist meist erst ab einer Luftgeschwindigkeit von etwa 1.000 km/h gegeben. Einen optimalen Lauf gewährleisten die meisten Staustrahltriebwerke erst ab doppelter Schallgeschwindigkeit (oberhalb von Mach 2 bzw. 2.400 km/h). Allerdings gab es auch Staustrahltriebwerke, die bereits bei etwa 320 km/h gestartet werden konnten und dann das Luftfahrzeug beschleunigten. Beispiele hierfür sind die französischen Versuchsflugzeuge Leduc 0.10 und Leduc 0.22.

## Unter-/Überschall
Anhand der Kompression sind zwei Varianten von Staustrahltriebwerken zu unterscheiden:

### Unterschallverbrennung
Beim Ramjet wird durch die Kompression die einströmende Luft im Innern des Triebwerks unter die Schallgeschwindigkeit abgebremst (aus dem Bezugssystem des Fahrzeugs bzw. Triebwerks betrachtet; bzgl. der umgebenden Luft wird die zuvor stillstehende Luft in Flugrichtung beschleunigt), gefolgt von einer Unterschallverbrennung (Unterschall im Bezugssystem des Triebwerks). Um die Einströmgeschwindigkeit in die Brennkammer auf Unterschall zu verringern und damit den Druck zu erhöhen, wird im Bereich des Triebwerkseinlaufs ein Diffusor mit divergenter Form angeordnet. Dieselbe Luftmasse, die das Triebwerk in einer Zeit t durchläuft, wird in der Zeit t auch ausgestoßen. Hier steigt die Geschwindigkeit des Mediums, wenn sich der Rohrquerschnitt verringert: Eine der Brennkammer folgende Lavaldüse beschleunigt das ausströmende Gas anschließend wieder auf Überschall. Der Arbeitsbereich dieses Triebwerkstyps liegt mit Kohlenwasserstoffen bei Fluggeschwindigkeiten bis Mach 5; mit Wasserstoff bis Mach 7.
Angewandt wurde diese Technik erstmals in den 1950er-Jahren bei der Lockheed X-7 sowie bei der Nord 1500 Griffon.
Nach sowjetischen Angaben fand 1939 mit der WR-3 der erste Flug eines Staustrahlflugkörpers überhaupt statt.

### Überschallverbrennung im Scramjet

Querschnitt: Links sind Lufteinlass und Verdichtung; in der Mitte Treibstoffzufuhr und Verbrennung; Rechts die Schuberzeugung

Beim Scramjet (Supersonic Combustion Ramjet – Überschall-Verbrennung-Ramjet) wird die einströmende Luft bei der Kompression nicht unter die (Triebwerk-bezogene) Schallgeschwindigkeit abgebremst und auch die Verbrennung findet als Überschallverbrennung statt. Der Arbeitsbereich von Scramjet-Triebwerken liegt dann zwischen (Flugzeug-bezogenen) Mach 5 und (projektiert) Mach 15.
Entscheidend für die Gasbeschleunigung ist hier die Dichte ρ des Gases: Im Gegensatz zur Lavaldüse des Ramjet führt hier eine Erweiterung des Düsendurchmessers zu einer Beschleunigung des austretenden Mediums. Grund dafür ist die nun freie Entspannung des Mediums, wodurch eine größere Expansion und somit auch eine höhere Austrittsgeschwindigkeit erzielt werden kann.
Scramjet-Triebwerke werden über ihre gesamte Länge hinweg überschallschnell (> Mach 3) durchströmt und müssen den resultierenden deutlich höheren Temperaturen standhalten können. So entsteht beispielsweise bei einer Geschwindigkeit von Mach 8, abhängig von der Luftdichte, eine Temperatur von 3000 bis 4000 °C. Bei der für Mach 6 entwickelten X-51 umströmt deshalb der Treibstoff das über 1000 °C heiße Triebwerk zur Kühlung und nimmt die Hitze auf, wobei er verdampft. Die Kühlungskanäle sind dabei mit einem Katalysator beschichtet und der Treibstoff (JP-7) wird in kleinere (leichtere) Moleküle zerlegt, wie zum Beispiel Wasserstoff oder Ethylen. Diese werden dann verbrannt.
Ein weiteres Problem der Überschallverbrennung besteht in der kurzen Verweilzeit der Luft im Triebwerk. Dadurch kann sich der Treibstoff schlechter mit der Luft und dem darin enthaltenen Sauerstoff durchmischen. Dieses Problem ist durch geeignete Maßnahmen bei der Triebwerksausgestaltung zu lösen.
Der Scramjet besitzt weiterhin einen Isolator, ein Rohrstück mit konstantem Querschnitt, um die bei Geschwindigkeiten über Mach 3 drohenden, ungewollten Verdichtungsstöße und Blockaden zu verhindern.

### Scramjet-Flüge

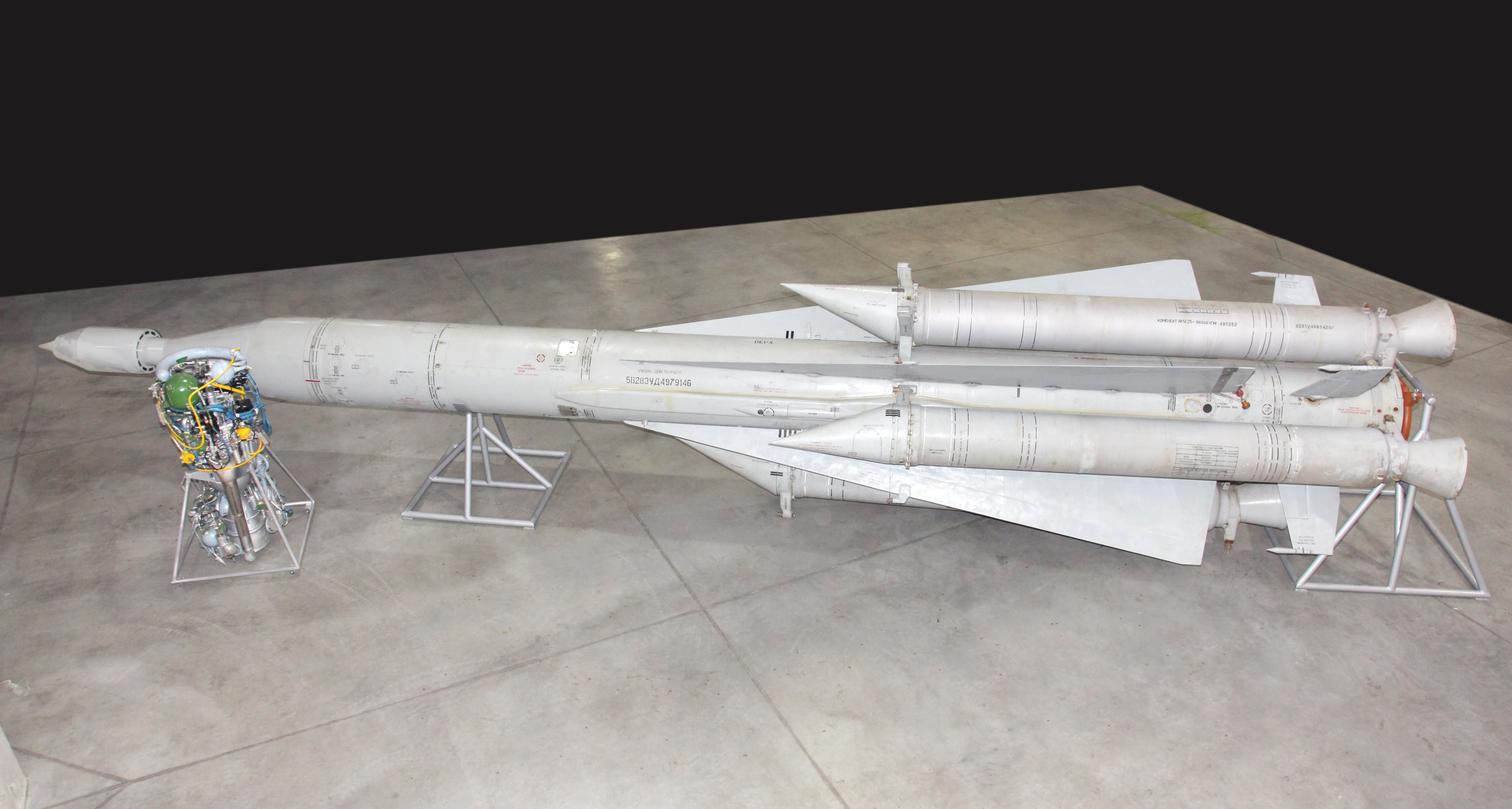
Rakete mit Cholod an der Spitze

Der erste Nachweis von Überschallverbrennung in einem Flugkörper gelang dem HFL Cholod im November 1991 in Russland. Der Scramjet wurde vom Zentralinstitut für Flugmotoren (ZIAM) in Moskau in den späten 1970er Jahren entwickelt. Die theoretischen Grundlagen zur Überschallverbrennung entstanden in der Sowjetunion in den 1960er Jahren. Von 1992 bis 1998 wurden weitere 6 Testflüge des axialsymmetrischen Scramjet-Demonstrators vom ZIAM zusammen mit Frankreich und später mit der NASA durchgeführt. Es wurden maximale Fluggeschwindigkeiten von über Mach 6,4 erreicht und der Scramjet-Betrieb konnte 77 Sekunden lang demonstriert werden.

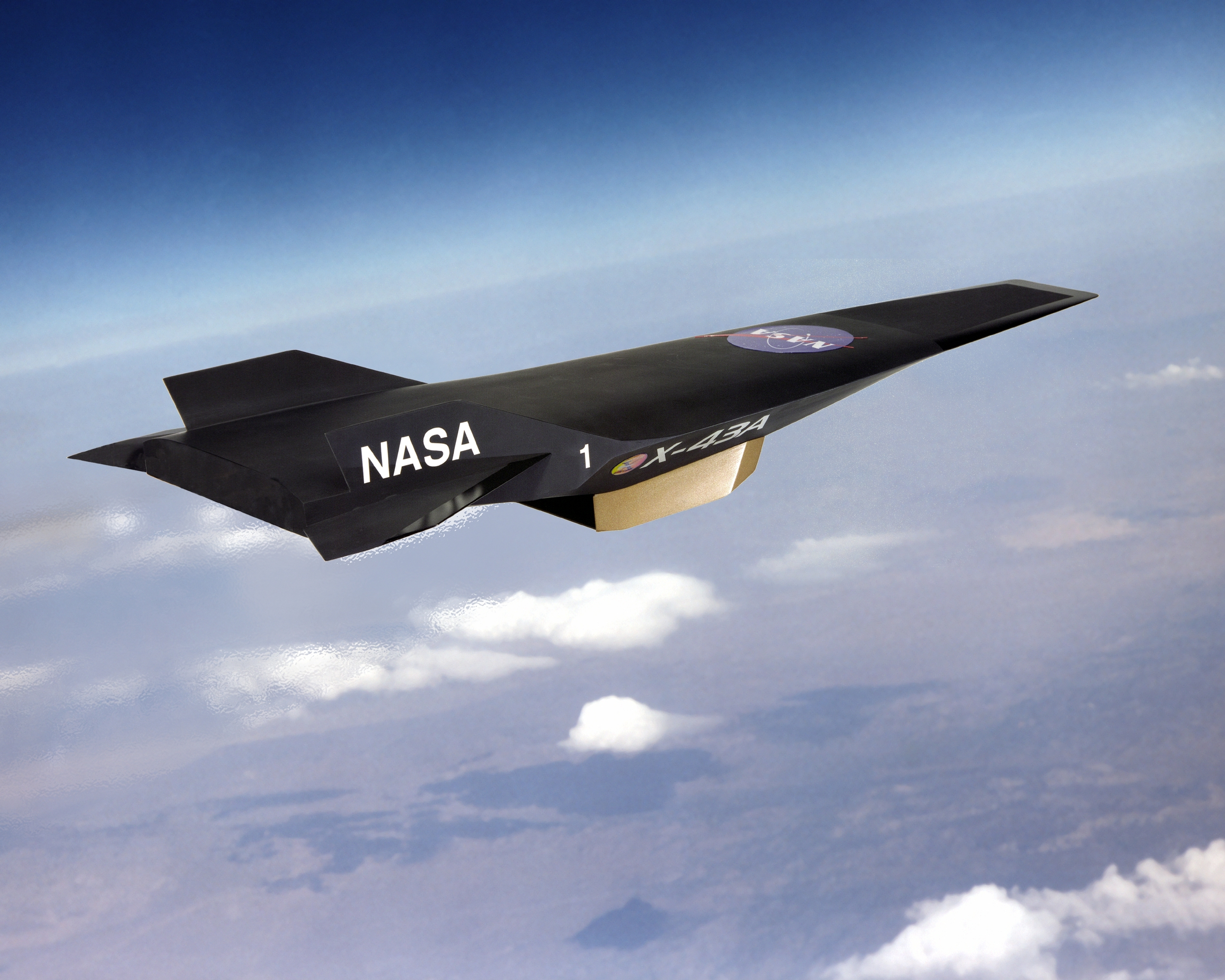
Boeing X-43A

Am 26. März 2004 erreichte die US-amerikanische NASA mit dem X-43A-Flugkörper mit Hilfe des Scramjet-Antriebs die siebenfache Schallgeschwindigkeit und hielt sie für einige Sekunden. Die nötige Operationsgeschwindigkeit für das Scramjet-Triebwerk wurde durch eine Pegasus-Trägerrakete erreicht.
Am 16. November 2004 erreichte die NASA mit einem ähnlichen Versuchsaufbau knapp Mach 10. Dabei wurde die Pegasus-Trägerrakete mit der X-43A von einer B-52 in 12 km Höhe aus gestartet. Der eigentliche Flug der X-43A dauerte knapp 20 Sekunden auf über 33 km Höhe und erreichte Mach 9,8 (etwa 11.000 km/h oder 3,05 km/s).
2007 erreichte der Experimentalflugkörper HyCAUSE (Hypersonic Collaborative Australia/United States Experiment) über dem Versuchsgelände Woomera in Australien Mach 10.
2009 wurden die Testflüge im HIFiRE (Hypersonic International Flight Research Experimentation)-Programm fortgesetzt.

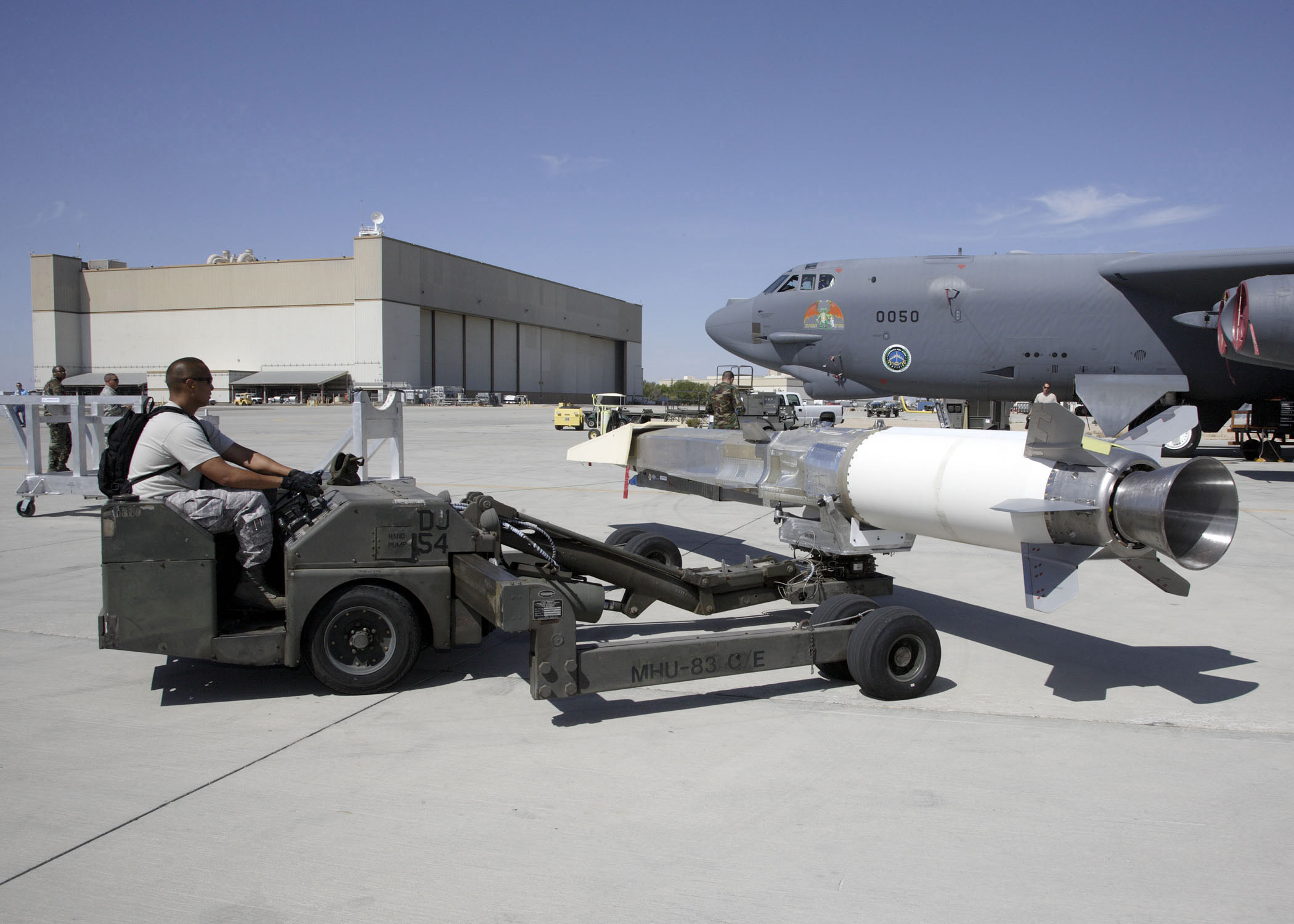
Boeing X-51 (vorne)

2012 erfolgte der dritte Erprobungsversuch der US-Luftwaffe: Das mit einem Scramjet-Antrieb betriebene experimentelle Hyperschall-Flugzeug X-51A. Am 14. August 2012 zündete der Raketenantrieb nach dem Start von einem B-52-Bomber. Nach 16 Sekunden traten jedoch Probleme auf und der Flugkörper geriet außer Kontrolle. Bei ihrem vierten Testflug am 1. Mai 2013 erreichte sie eine Geschwindigkeit von Mach 5,1 und flog in knapp über 6 Minuten rund 426 km.
Am 9. Januar 2014 wurde von US-Satelliten ein mit Mach 5 (nach unbestätigten Angaben bis zu Mach 10) in 100 km Höhe fliegendes Objekt beobachtet. In diesem Falle würde Mach 5 etwa 5400 bis 6000 km/h bzw. Mach 10 ca. 11.000 km/h bedeuten. Laut amerikanischen Angaben, die durch chinesische Angaben untermauert wurden, handelt es sich um einen chinesischen experimentellen unbemannten Gleiter mit dem noch nicht endgültigen Namen WU-14. Das inzwischen DF-ZF genannte Fluggerät soll in der ersten Phase durch eine militärische Langstrecken-Trägerrakete auf die zum Zünden des Scramjets nötige Höhe und Geschwindigkeit gebracht worden sein.

## Sonderformen

Unterschiedliche Wege der Luft durch das J58-Triebwerk der SR-71 bei verschiedenen Geschwindigkeiten

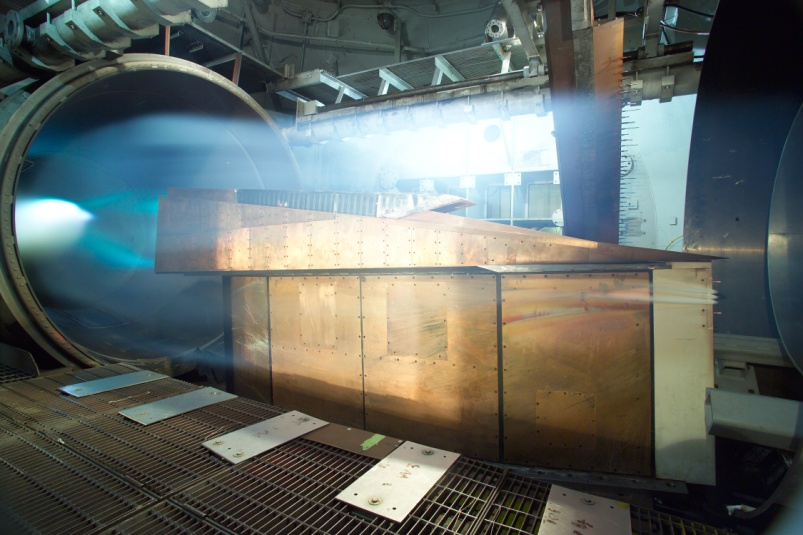
Test des Pratt & Whitney-Rocketdyne-Triebwerks SJY61 für die Boeing X-51 beim Übergang zu JP-7

Im Projekt Pluto wurde Ende der 1950er-Jahre mit hohem Aufwand ein nuklearer Ramjet entwickelt, der im Tiefflug mit Mach 3 eine Anzahl von H-Bomben in die UdSSR tragen sollte. Das Triebwerk wurde 1961 erfolgreich getestet, das Projekt jedoch aus politischen und praktischen Gründen eingestellt, bevor eine Flugerprobung begann.
Im Aufklärungsflugzeug Lockheed SR-71 kommen Pratt & Whitney-J58-Triebwerke zur Anwendung, die als variable-cycle-Triebwerk Turbo- und Ramjet-Funktionen in sich vereinen: Bei niedrigen Geschwindigkeiten wird allein die Turbojet-Funktion genutzt, ab Mach 3 wird durch Verschiebung des Einlasskonus ein Teil des Luftstromes an den Turbinen vorbei als Ramjet genutzt, bei der Höchstgeschwindigkeit von Mach 3,2 entstehen dann 80 % des Schubs auf diese Weise.
Die US-Konzerne Pratt & Whitney und United Technologies haben im Rahmen des FALCON-Programms ein Triebwerk entwickelt, das sowohl Unter- als auch Überschallverbrennung in einem einzelnen Triebwerk ermöglicht. Es kann im Geschwindigkeitsbereich von Mach 2,5 bis Mach 6 arbeiten, wobei der letzte Test im September 2007 stattfand.